# Mouy
Pour les articles homonymes, voir Mouy (homonymie).
Mouy est une commune française située dans le département de l'Oise, en région Hauts-de-France.

## Géographie

### Localisation
La commune se situe à 64 kilomètres au sud d'Amiens, à 22 kilomètres à l'est de Beauvais, à 38 kilomètres à l'ouest de Compiègne et à 51 kilomètres au nord de Paris.
Elle se trouve dans l'aire urbaine de Paris, dans la zone d'emploi de Creil et le bassin de vie de Liancourt. Mouy est la ville-centre de son unité urbaine.

### Communes limitrophes
Les communes limitrophes sont Hondainville, Angy, Balagny-sur-Thérain, Bury, Cauvigny, Heilles, Mouchy-le-Châtel et Ully-Saint-Georges.
| Heilles                   | Hondainville | Angy                |
| Mouchy-le-Châtel Cauvigny | Mouy         | Bury                |
| Ully-Saint-Georges        |              | Balagny-sur-Thérain |

### Topographie et géologie
La commune, dont la superficie est de 9,87 km², s'étend entre 37 mètres et 123 mètres au-dessus du niveau de la mer.
Le site le plus élevé se trouve à la limite ouest du territoire avec Cauvigny tandis que le point le plus bas se situe dans le lit aval du Thérain l'intersection des limites communales avec Bury et Balagny-sur-Thérain, au sud-est. La ville, située dans la vallée du Thérain (à l'est et au nord), se trouve au pied du plateau de Thelle, occupant le centre et l'ouest du territoire, où se trouve la ferme de Janville.
Un ensemble de vallons (val Saint-Jean et fond de Guival, au nord et vallons entre Fourneaux et Janville, au sud) et de coteaux (côte de lagate, au nord) compose le dénivelé entre le plateau et la vallée. La mairie se situe aux alentours de 40 mètres d'altitude, tout comme le centre-ville.
Le quartier de Nœud, se trouve entre 50 et 75 mètres, Coincourt à 46 mètres, Fourneaux, à 43 mètres, le quartier de la gare à 41 mètres, le hameau de Saint-Jean à 60 mètres et la ferme de Janville (à l'ouest), à 107 mètres au-dessus du niveau de la mer. La commune se situe en zone de sismicité 1.

### Hydrographie

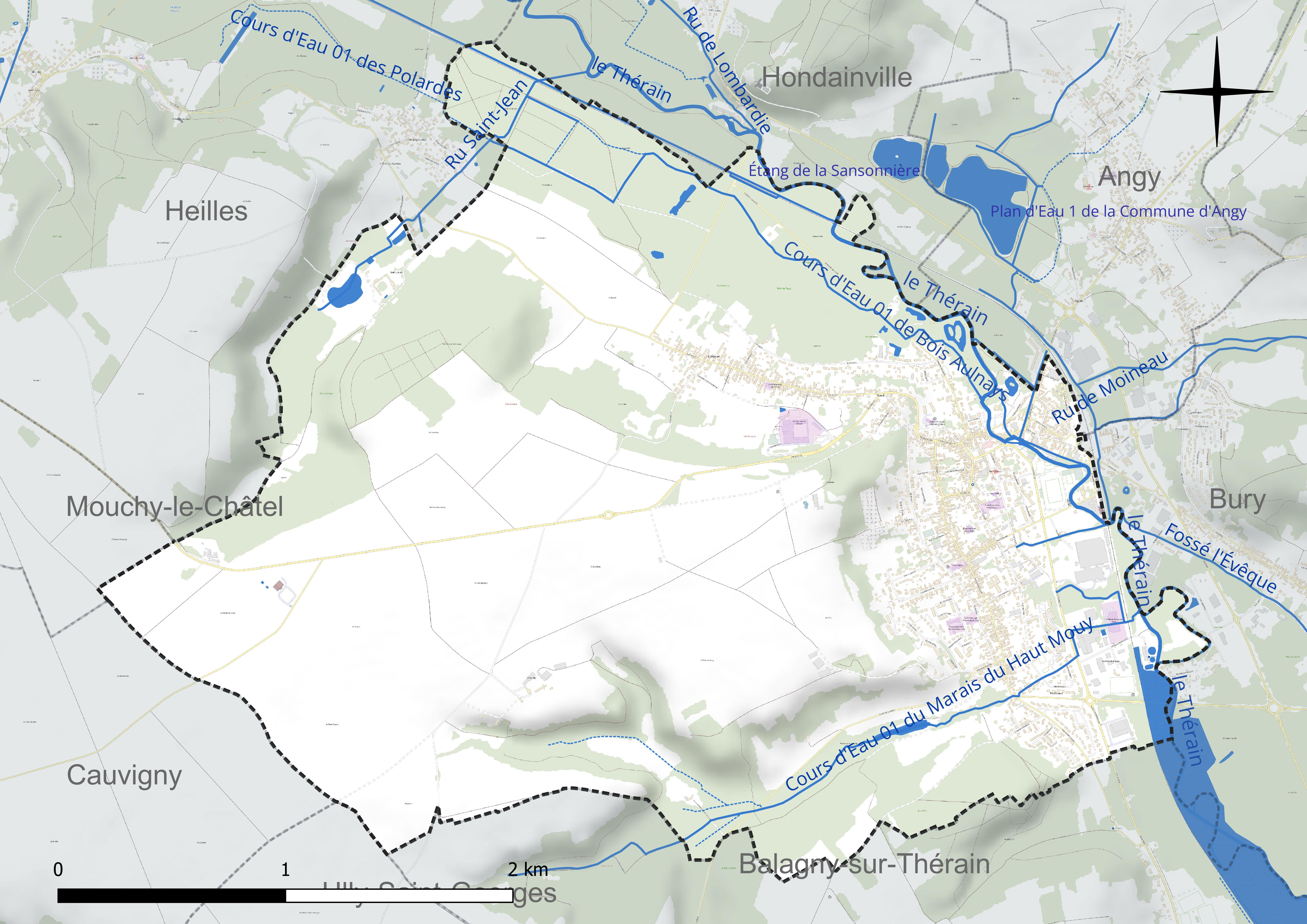
Réseau hydrographique de Mouy.

La commune se situe sur la rive droite du Thérain, sous-affluent de la Seine prenant sa source à Grumesnil et se jetant dans l'Oise à Saint-Leu-d'Esserent.
Une partie de cours sert de limite communale avec Hondainville, Angy et Bury. Arrivant sur le territoire au pont de la D 512E, au nord de la commune, il traverse l'agglomération où il se divise en plusieurs bras. Il passe ensuite à proximité de la gare et se divise une nouvelle fois en deux bras avant de quitter le territoire.
Plusieurs affluents du Thérain se trouvent sur la commune : le ruisseau Saint-Jean, prenant sa source dans la vallée du même nom, passe à Mouchy-la-ville avant de rejoindre le chef-lieu par les bois Aulnay et de Nœud, située le fond de la vallée du Thérain.
Au sud de la commune, un ruisseau intermittent naissant dans le vallon en contrebas de Janville rejoint d'autres ruisseaux de ce type, en formant alors un petit cours d'eau, traverse les marais du Haut de Mouy avant de rejoindre le quartier de Fourneaux. Quelques rus traversent également la zone industrielle, à l'est du chef-lieu.
Plusieurs étangs se situent sur le territoire, au nord du centre-ville et du quartier du Nœud, près du Thérain, dans le val Saint-Jean, au lieu-dit « le Baton » (au nord de la commune), ainsi que dans les marais du haut de Mouy (au sud). Deux réservoirs à eau se trouvent au sommet du coteau dominant le chef-lieu et une station d'épuration se situe dans la zone industrielle. Une fontaine se trouve rue Gambetta.
La commune est parfois sujette à des inondations, les zones les plus basses du territoire sont situées au-dessus de plusieurs nappes phréatiques.

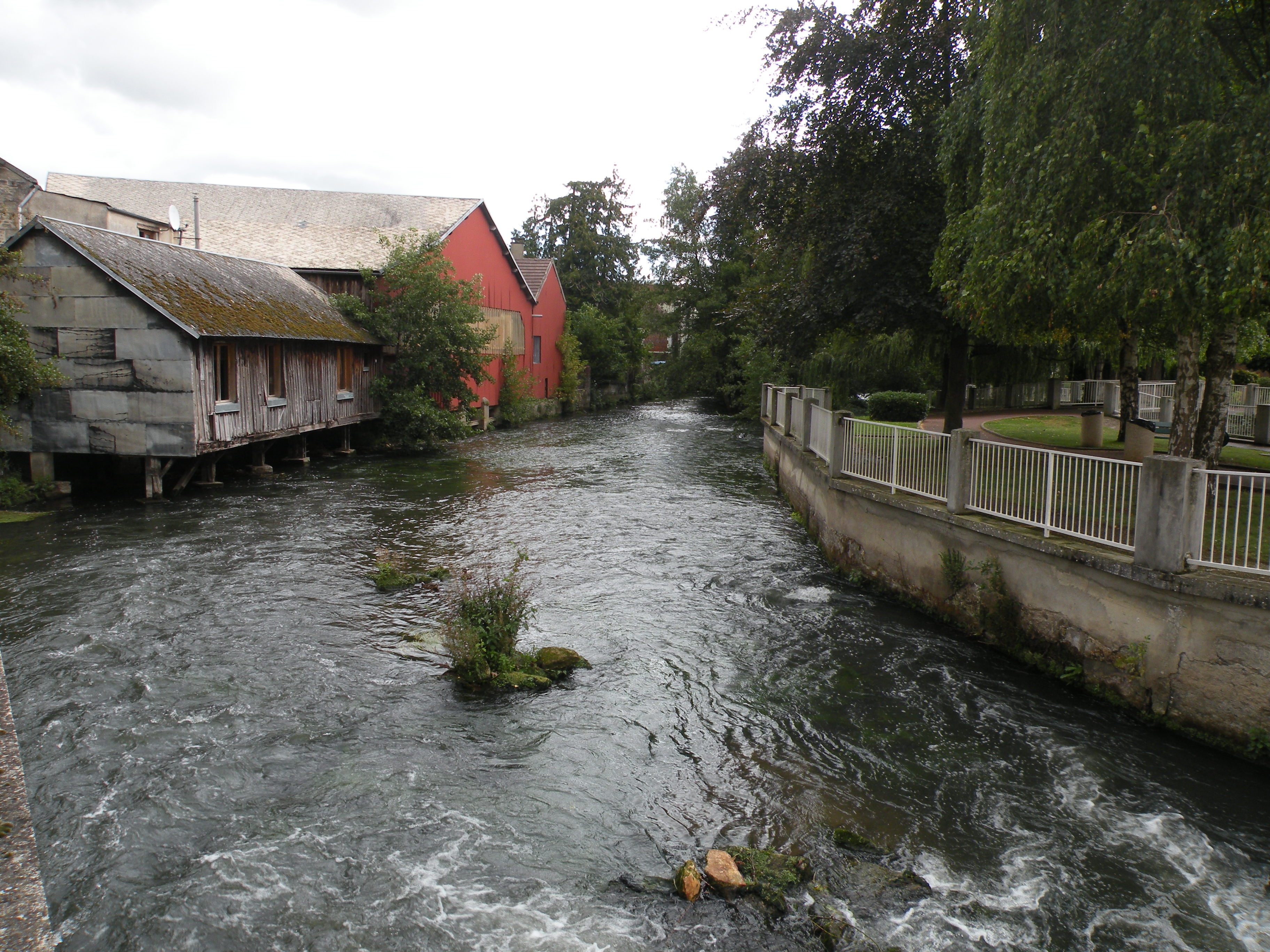
Le Thérain depuis la rue de la Gare.
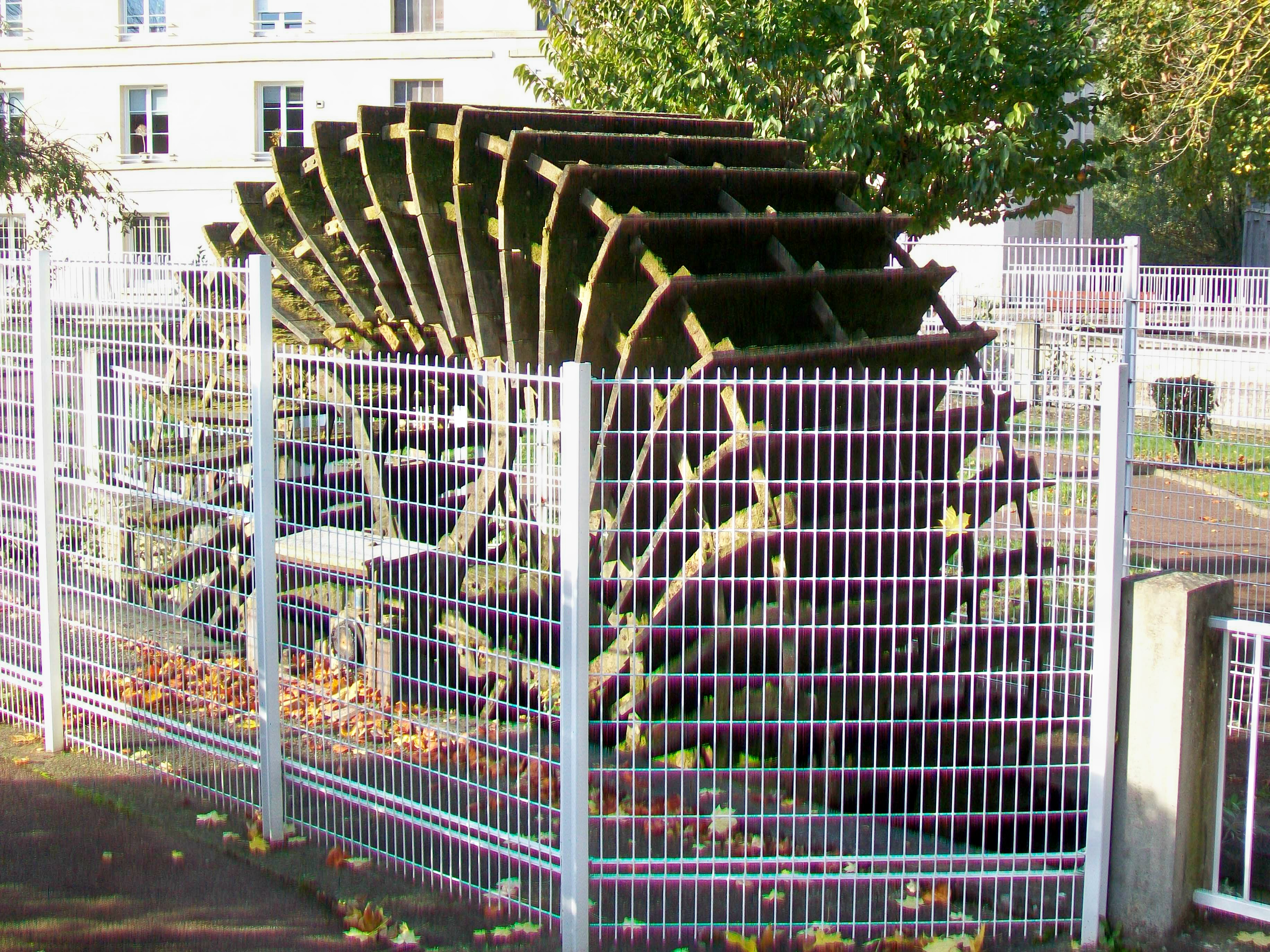
Roue à aubes d'un ancien moulin sur le Thérain, jardin public, avenue du 8-Mai-1945.
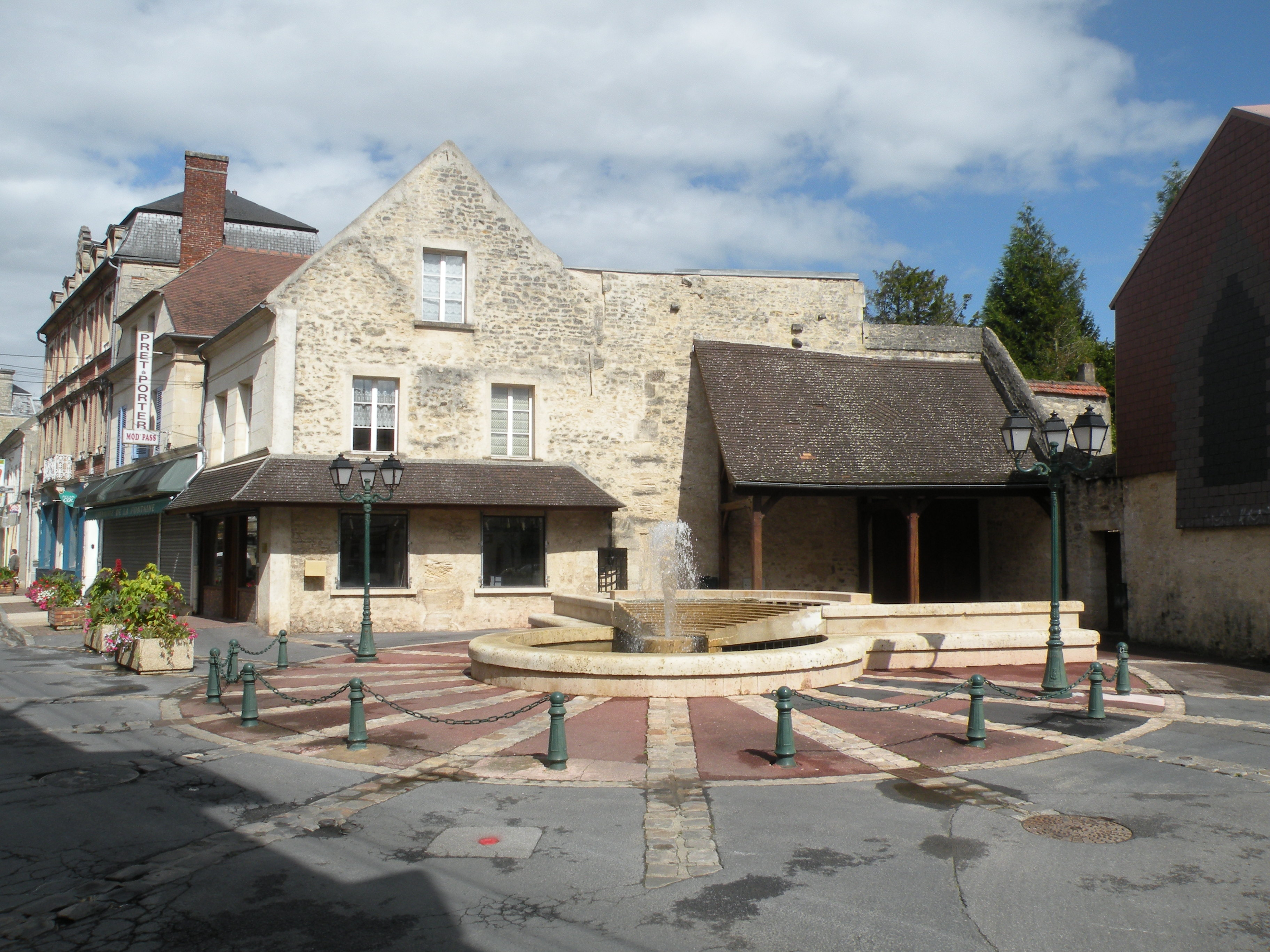
Fontaine, rue Gambetta.

### Climat
Pour des articles plus généraux, voir Climat des Hauts-de-France et Climat de l'Oise.
En 2010, le climat de la commune est de type climat océanique dégradé des plaines du Centre et du Nord, selon une étude du CNRS s'appuyant sur une série de données couvrant la période 1971-2000. En 2020, Météo-France publie une typologie des climats de la France métropolitaine dans laquelle la commune est exposée à un climat océanique et est dans la région climatique  Nord-est du bassin Parisien, caractérisée par un ensoleillement médiocre, une pluviométrie moyenne régulièrement répartie au cours de l’année et un hiver froid (3 °C).
Pour la période 1971-2000, la température annuelle moyenne est de 10,9 °C, avec une amplitude thermique annuelle de 14,5 °C. Le cumul annuel moyen de précipitations est de 634 mm, avec 10,3 jours de précipitations en janvier et 8 jours en juillet. Pour la période 1991-2020, la température moyenne annuelle observée sur la station météorologique la plus proche, située sur la commune de Creil à 13 km à vol d'oiseau, est de 11,2 °C et le cumul annuel moyen de précipitations est de 662,2 mm,. Pour l'avenir, les paramètres climatiques de la commune estimés pour 2050 selon différents scénarios d'émission de gaz à effet de serre sont consultables sur un site dédié publié par Météo-France en novembre 2022.

### Milieux naturels

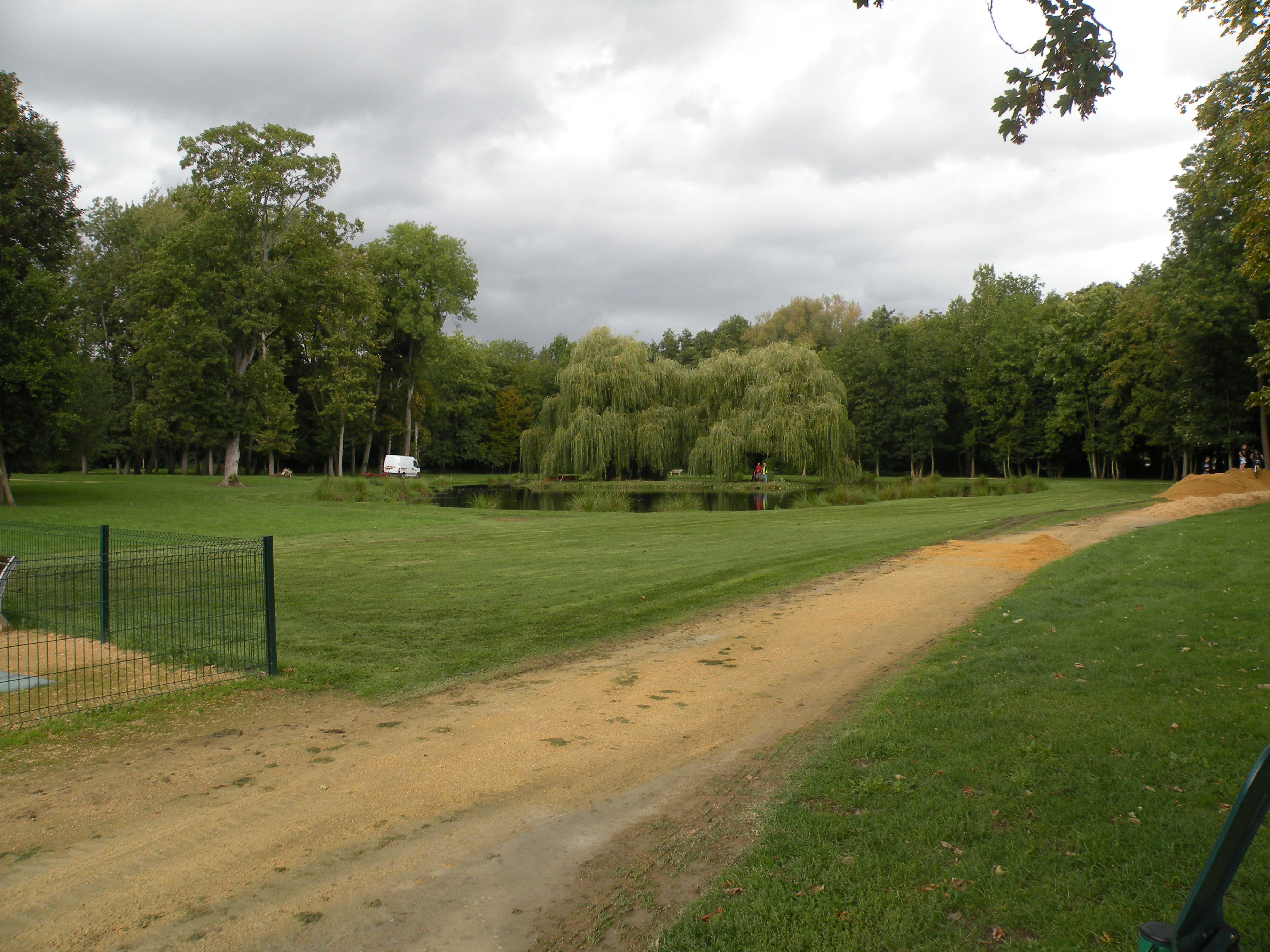
Le parc municipal.

Hormis le tissu urbain, qui s'étend sur 17,3 % de la surface communale soit 177 hectares, le territoire est composé à 41,8 % de cultures. Les espaces boisés, issus principalement des coteaux et du fond de la vallée du Thérain comme les bois Aulnays, de Nœud et le parc municipal rassemblent 353 hectares, pour 34,5 % de la superficie. Les vergers et prairies comptabilisent 48 hectares tandis que les espaces humides et marécageux ne rassemblent que 5.6 hectares, à la limite sud-est. Enfin, la commune comprend 4 hectares de cours d'eau ainsi que 3 hectares de squares et de petits espaces verts,. Les prairies humides des Halgreux, au nord de la commune, sont inscrites en Zone naturelle d'intérêt écologique, faunistique et floristique de type 1. Les coteaux du plateau de Thelle et le fond de la vallée du Thérain constituent un corridor écologique potentiel.
La faune et la flore sont caractéristiques des milieux aquatiques. Rivières, marais et étangs favorisent la présence d'oiseaux migrateurs tels que hérons et canards sauvages ainsi que diverses variétés de plantes et d'arbres tels que les roseaux ou les saules pleureurs.

## Urbanisme

### Typologie
Au 1er janvier 2024, Mouy est catégorisée petite ville, selon la nouvelle grille communale de densité à sept niveaux définie par l'Insee en 2022.
Elle appartient à l'unité urbaine de Mouy, une agglomération intra-départementale regroupant quatre  communes, dont elle est ville-centre,,.
Par ailleurs la commune fait partie de l'aire d'attraction de Paris, dont elle est une commune de la couronne,.

### Occupation des sols

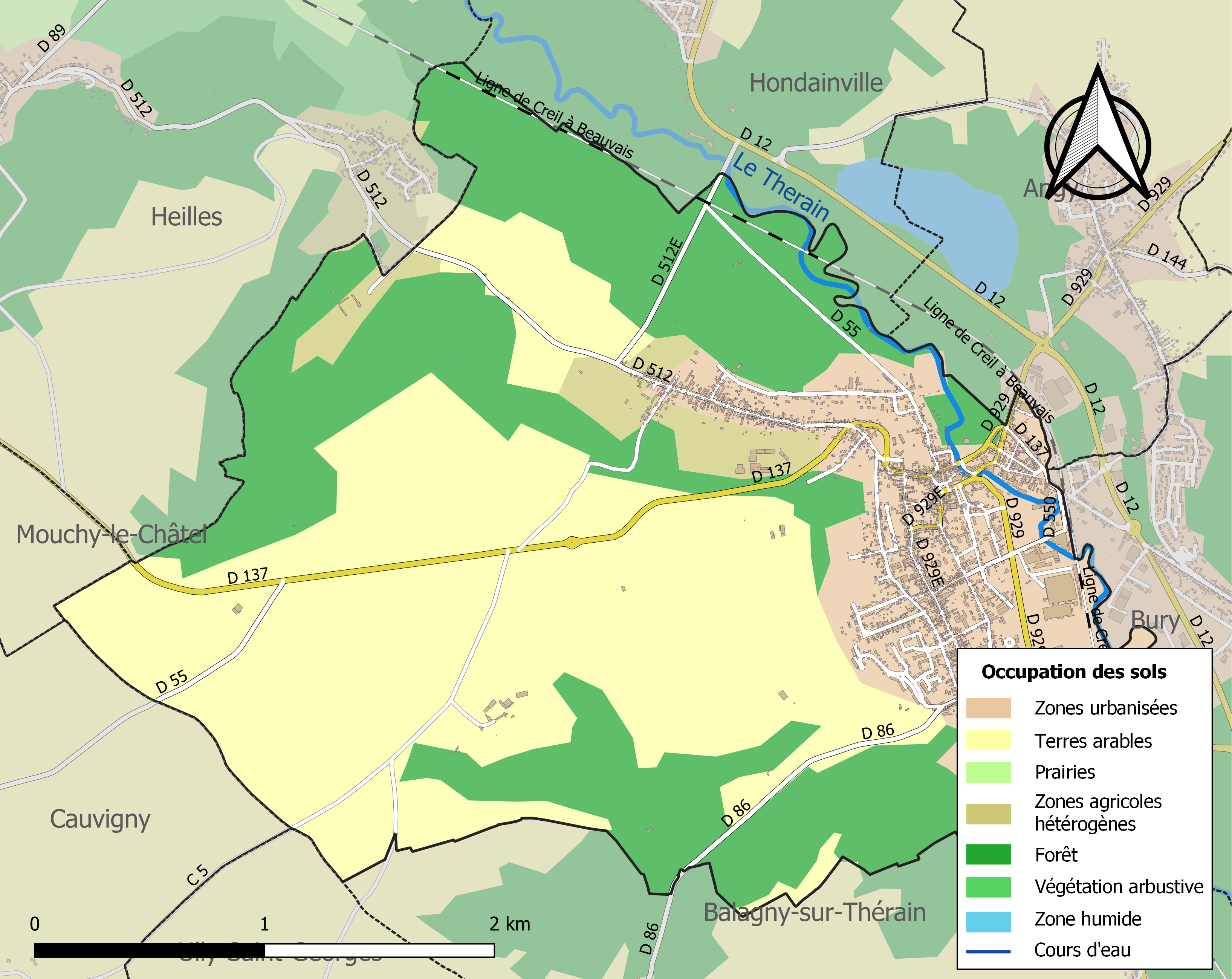
Carte des infrastructures et de l'occupation des sols de la commune en 2018 (CLC).

L'occupation des sols de la commune, telle qu'elle ressort de la base de données européenne d’occupation biophysique des sols Corine Land Cover (CLC), est marquée par l'importance des territoires agricoles (47,6 % en 2018), une proportion sensiblement équivalente à celle de 1990 (48,4 %).
La répartition détaillée en 2018 est la suivante : terres arables (43,9 %), forêts (33,8 %), zones urbanisées (13,8 %), zones industrielles ou commerciales et réseaux de communication (4,7 %), zones agricoles hétérogènes (3,7 %).
L'évolution de l’occupation des sols de la commune et de ses infrastructures peut être observée sur les différentes représentations cartographiques du territoire : la carte de Cassini (XVIIIe siècle), la carte d'état-major (1820-1866) et les cartes ou photos aériennes de l'IGN pour la période actuelle (1950 à aujourd'hui).

### Quartiers et lieux-dits
La ville est divisée en plusieurs quartiers de part et d'autre du centre-ville : le quartier de la gare à l'est, le faubourg de Nœud à l'ouest, Coincourt au nord-ouest, et Fourneaux au sud. On trouve en dehors de l'espace urbain plusieurs écarts constitués par des exploitations agricoles : la ferme Saint-Jean au nord-ouest, la ferme de Janville au sud.

### Habitat et logement
En 2021, le nombre total de logements dans la commune était de 2 566, alors qu'il était de 2 490 en 2016 et de 2 395 en 2011.
Parmi ces logements, 91,1 % étaient des résidences principales, 1,7 % des résidences secondaires et 7,2 % des logements vacants. Ces logements étaient pour 59,5 % d'entre eux des maisons individuelles et pour 37,5 % des appartements.
Le tableau ci-dessous présente la typologie des logements à Mouy en 2021 en comparaison avec celle de l'Oise et de la France entière. Une caractéristique marquante du parc de logements est ainsi la faible proportion des résidences secondaires et logements occasionnels (1,7 %) par rapport au département (2,4 %) et à la France entière (9,7 %).
| Typologie                                               | Mouy | Oise | France entière |
| ------------------------------------------------------- | ---- | ---- | -------------- |
| Résidences principales (en %)                           | 91,1 | 90,5 | 82,2           |
| Résidences secondaires et logements occasionnels (en %) | 1,7  | 2,4  | 9,7            |
| Logements vacants (en %)                                | 7,2  | 7    | 8,1            |

### Projets urbains
La friche Rabourdin, de 1,7 ha, qui était une usine de métallurgie, vacante depuis 2011 après 98 années d'activité, située en centre-ville, à proximité des équipements publics et du Thérain, est réhabilitée, dépolluée  et transformée en logements, avec l'aide de l'établissement public foncier de l'Oise (EPFLO),.

### Voies de communications et transports

#### Voies routières
La ville de Mouy est traversée par dix routes départementales : la RD 55, la RD 86, la RD 137 et son antenne la RD 137D, la RD 512, la RD 512E, la RD 550, la RD 929 et ses variantes, les RD 929E et RD 929F.
La route départementale 929, ancienne route nationale 329 reliant Beaumont-sur-Oise à Clermont et Brunvillers-la-Motte à Albert, arrive sur le territoire depuis Balagny-sur-Thérain puis traverse la zone industrielle par les avenues du 11-Novembre-1918 et du 8-Mai-1945. Elle rejoint ensuite Angy par les rues de la Gare, de la République et Jean-Corroyer.
La RD 929E, ancienne route départementale 929 déclassée, traverse la ville par les rues du Général-Leclerc, Gambetta et les places Cantrel et du Docteur-Avinin. La RD 929F constitue uniquement la rue des Caves. La route départementale 137, reliant Noailles à Maimbeville, arrive depuis l'ouest en suivant les rues de Noailles, Auguste-Baudon, Jean-Corroyer et Noël-Ruffier avant de rejoindre Bury.
La RD 137D, se séparant de la RD 137 à Bury, traverse le Thérain, puis croise la RD 929 avant de rejoindre la RD 929E. La route départementale 55, débutant rue Jean-Corroyer, suit la rue Frédéric-Guillaume et quitte la commune par le nord. La route départementale 86 débute depuis la rue du Général-Leclerc et rejoint Ully-Saint-Georges par la rue Gaston-Fournival. La route départementale 512 se sépare de la rue de Noailles et accède à la commune d'Heilles par la rue du même nom.
La RD 512E relie cette dernière à la RD 55. La rue de Janville relie le quartier de Coincourt au nord pour rejoindre le hameau de Cousnicourt (commune d'Ully-Saint-Georges) par la ferme isolée de Janville, au sud. Depuis la commune voisine de Bury, on peut rejoindre la route départementale 12 reliant les villes principales de Beauvais à Creil.
Une voie  de contournement de la route départementale 137 par le sud de la ville est à l'étude en 2013. Celle-ci devrait prolonger l'actuelle D 137D jusqu'à l'ouest de la commune

#### Transports en commun

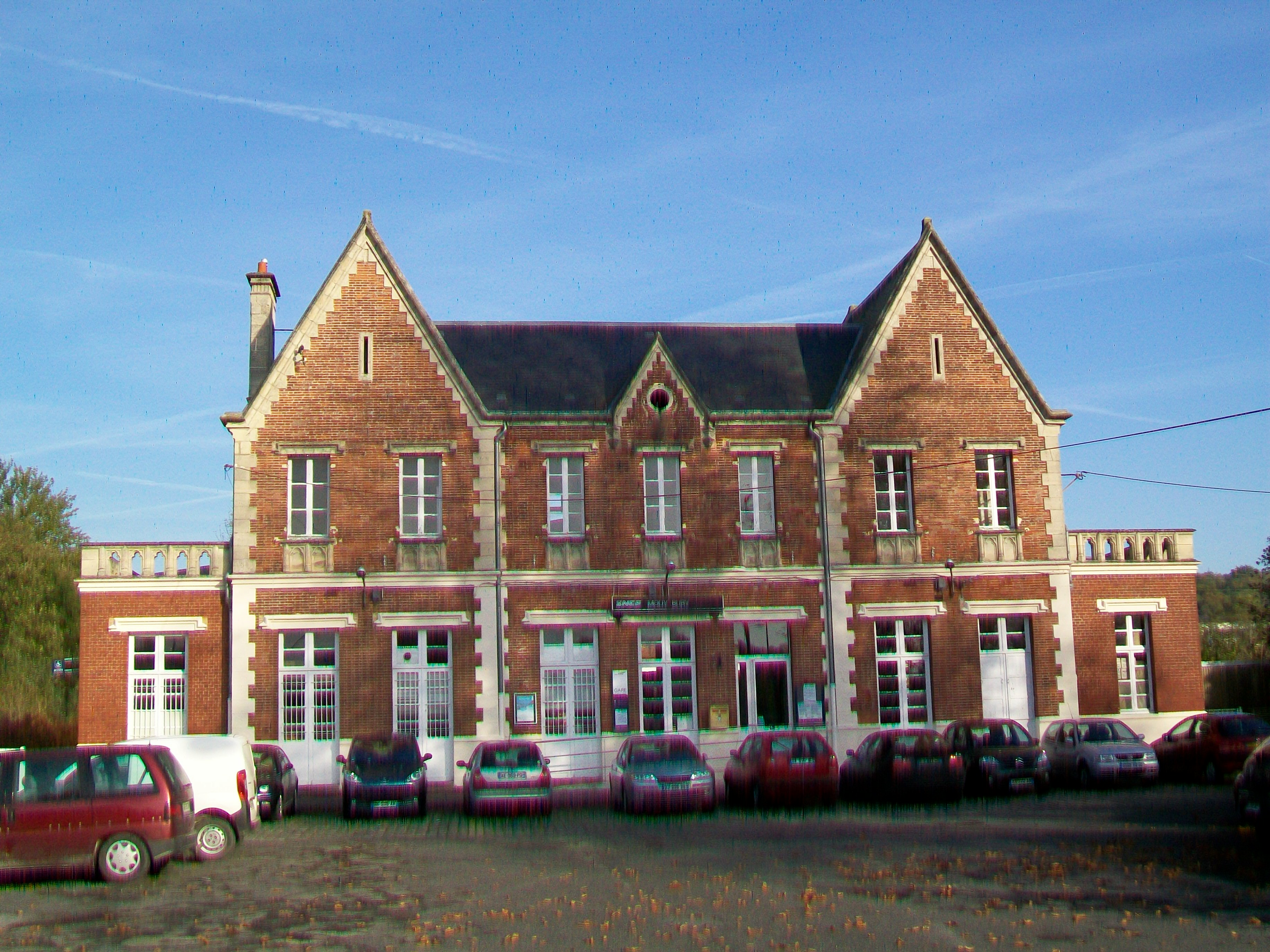
La gare de Mouy - Bury.

La gare de Mouy - Bury est située sur la ligne de Creil à Beauvais, qui correspond à la ligne P32 du TER Hauts-de-France. La ligne traverse la commune du nord vers l'est, dans le fond de la vallée du Thérain.
La gare, rénovée en 2019 pour 500 000 €, dont les trois quarts ont été apportés par la Région Hauts-de-France, offre depuis un système d'information dynamique, des portes automatiques, des balises sonores, des locaux accessibles aux personnes à mobilité réduite, un éclairage renforcé, des sièges et bancs renouvelés, ainsi qu'une façade rénovée,
La gare est également desservie : 
- par la ligne 3 du réseau Le Bus organisé par la communauté de communes du Clermontois[23],[24] ;
- en 2023, par les lignes 6313, 6314 et 6344 du réseau interurbain de l'Oise[25].

## Toponymie
Le nom de la localité est attesté sous les formes Drogonem de moi (vers 1136) ; Moi (vers 1136) ; Moy (1179) ; Drogo de Moy (1190) ; Drogo miles de moi (vers 1200) ; Moye (1204) ; Radulfus de Moyaco (1214) ; Moyacum (1226) ; Mooy (1239) ; domini de Moia[co] (1244) ; drochone de moiaco dominus de monciaco (1244) ; Moicum (1270) ; iohannis de moi (1270) ; Moiacum (1272) ; Johanni de Moiaco (1287) ; Jehan de Moy (1287) ; de Moyaco (1292) ; capella in castro de Moys (XIVe) ; Mouy (1522) ; Mouy sur Therain (1536) ; Mouy en Picardie (vers 1610) ; Mouï (XVIe) ; Mouy sur Terrain (1660) ; « Mouy sur terain dans lisle de france » (1728) ; Mouhy (XVIIIe) ; Mouy-de-l’Oise (XIXe).

## Histoire

### Moyen Âge
Les terres de Mouy semblent avoir été possession des Sires de Moÿ de Vermandois également seigneurs des terres de Moÿ dans l'Aisne. Cette famille est connue depuis l'an 1045.
À partir du XIIe siècle, Mouy était une place forte dépendante de la châtellenie de Mouchy-le-Chatel.
En 1459, on parle de Mouy comme d'un village de 300 feux et dont le cœur est constitué par une église, un château et ses dépendances. Lors de la rénovation de la place Cantrel, 23 sépultures médiévales ont été découvertes en 2018,.

### Époque moderne

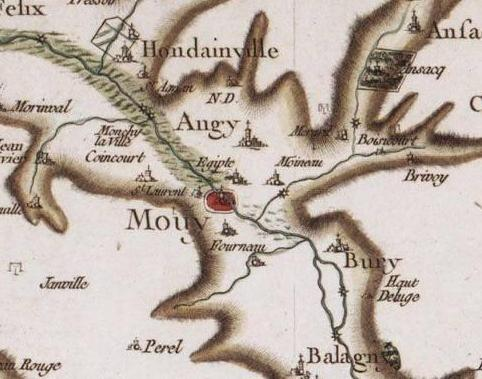
Mouy, carte de Cassini.

Le château dont il ne reste qu'une petite partie, sert de refuge aux protestants de la région durant les guerres de Religion du XVIe siècle, le seigneur de l'époque étant partisan de la réforme.
Cette citadelle, enjeu de plusieurs combats, est prise et reprise tout au long de ces périodes troublées et connait les destructions et les représailles du pouvoir catholique que pareille situation suppose. Le dernier des Vaudrey-Coligny (famille possédant les terres de Mouy depuis 1449) étant resté le seigneur de Mouy après ces événements devient  le serviteur le plus zélé de Henri IV.
Mouy, par le jeu des seigneurs morts sans postérité et des successions multiples, finit par échoir à Monsieur le Frère du Roi avant la Révolution française.

### Époque contemporaine
Si en 1790 Mouy est encore un gros village de 400 maisons, en 1830, le nombre d'habitations a quasiment doublé. Cet essor se poursuit tout au long du XIXe siècle.
Les Mouysards de l'époque semblent acquis aux idées nouvelles si on en croit le curé Sallentin qui prend fait et cause pour la Révolution française et demande à ses paroissiens de soutenir le nouveau régime. Une large part de la population partageait ces sentiments puisqu'en 1792, parmi les volontaires combattant les armées royalistes venant de l'étranger, on relève le nom d'une femme patriote, Marie Geneviève Prothais, ce qui n'était pas habituel dans la région.
Ces idées de progrès et de liberté restent fortement ancrées et le 21 décembre 1851, les résultats au plébiscite de Louis-Napoléon Bonaparte placent le canton de Mouy en tête des votes négatifs du Département (moyenne départementale 4 %) avec Mouy à 30 %.
Dans le même temps, on assiste à un développement industriel considérable de la Ville grâce au Thérain qui fournit la force motrice nécessaire à l'implantation de l'industrie textile relayée dans les années 1860 par celles des cuirs et peaux et de la brosserie.
De cette croissance, il ne reste que des grandes bâtisses, maisons de maître du XIXe siècle dont l'architecture emprunte beaucoup au mouvement haussmannien, et quelques chapelles vétustes dans l'ancien cimetière. Ces constructions témoignent d'une richesse insolente pour quelques-uns et de beaucoup de misère pour une population laborieuse dépourvue de tout, au point qu'il faut la création d'une cantine scolaire en 1894 pour que les enfants indigents fréquentent l'école.
Après la Première Guerre mondiale, les industries s'affaiblissent peu à peu. La manufacture de tapis, vestige des anciennes filatures, les fabriques de chaussures ferment une à une. La tannerie disparaîtra dans un incendie. Seule l'industrie de la brosserie s'adapte aux nouveaux modes de production et continue de nos jours. Elle semble néanmoins connaître ses dernières heures.

## Politique et administration

### Rattachements administratifs
La commune se trouve depuis 1942 dans l'arrondissement de Clermont du département de l'Oise.
Elle était depuis 1793 le chef-lieu du canton de Mouy. Dans le cadre du redécoupage cantonal de 2014 en France, cette circonscription administrative territoriale a disparu, et le canton n'est plus qu'une circonscription électorale.

### Rattachements électoraux
Pour les élections départementales, la commune est  depuis 2014 le bureau centralisateur d'un nouveau canton de Mouy porté de 11 à 35 communes.
Pour l'élection des députés, elle fait partie depuis 1988 de la septième circonscription de l'Oise.

### Intercommunalité
La commune, qui n'était jusqu'alors membre d'aucune intercommunalité à fiscalité propre, a rejoint en 2013 la communauté de communes du Clermontois,, et lui a donc transféré un certain nombre de ses compétences, dans les conditions déterminées par le code général des collectivités territoriales.
.

### Tendances politiques et résultats
Au second tours des élections municipales de 2014 dans l'Oise, la liste PS menée par la maire sortante Anne-Claire Delafontaine obtient la majorité des suffrages exprimés, avec 801 voix (36,55 %, 20 conseillers municipaux élus dont 4 communautaires), devançant de 40 voix celle UMP menée par Jean-Pierre Fouquier, qui a recueillie 761 voix (34,73 %, 5 conseillers municipaux élus dont 1 communautaire).

Les deux autres listes ont obtenues respectivement : 

- André Fouchard  (FN, 443 voix, 20,21 %, 3 conseillers municipaux élus) ; 

- William Paris  (PCF-FG, 186 voix, 8,48 %, 1 conseiller municipal élu.

Lors de ce scrutin, 38,44 % des électeurs se sont abstenusMinistère de l'Intérieur - Mouy,.
Au second tour des élections municipales de 2020, où s'opposaient cinq listes, celle menée par Philippe Mauger (DVG, ancien maire-adjoint avant 2008) a obtenu la majorité des suffrages exprimés, avec 527 voix (30,89 %, 19 conseillers municipaux élus dont 4 communautaires), devançant de 71 voix celle DVC (LREM) menée par Karim Lamaaizi , qui a recueillie 456 voix (26,73 %, 4 conseillers municipaux élus dont 1 communautaires. 

Les trois autres listes ont recueillies respectivement :  

- Frank Deruem (DVD-LR) 321 voix, 18,82 %, 3 conseillers municipaux élus dont 1 communautaire) ;

- Anne-Claire Delafontaine, ancienne maire (DVG, 320 voix, 18,76 %, 3 conseillers municipaux élus) ; 

- Laurent Hadzamann  (RN, 82 voix, 4,81 %, pas d'élus).

Lors de ce scrutin marqué par la pandémie de Covid-19 en France, 49,00 % des électeurs se sont abstenus,.

### Liste des maires
| Période                                  | Période                    | Identité                  | Étiquette   | Qualité |
| ---------------------------------------- | -------------------------- | ------------------------- | ----------- | --- |
| Les données manquantes sont à compléter. |                            |                           |             | |
| 1790                                     |                            | M. Guyart                 |             | |
| 1791                                     |                            | Charles Horoy             |             | |
| 1791                                     |                            | Jean Racine               |             | |
| 1792                                     |                            | François Haquin           |             | |
| 1794                                     |                            | M. Rannequin              |             | |
| 1795                                     |                            | M. Saint-Omer             |             | |
| 1797                                     |                            | M. Méan                   |             | |
| 1799                                     |                            | M. Saint-Omer             |             | |
| 1799                                     |                            | M. Carpentier             |             | |
| 1805                                     | 1807                       | M. Burgaud                |             | |
| 1807                                     | 1815                       | M. Rannequin              |             | |
| 1815                                     | 1816                       | M. Maupin                 |             | |
| 1816                                     | 1824                       | M. Baudelocque            |             | |
| 1824                                     | 1831                       | M. Warmé                  |             | |
| 1831                                     | 1839                       | Jean-François Bertaut     |             | Conseiller général de Mouy (1833 → 1837) |
| 1835                                     | 1845                       | M. Bertaut                |             | |
| 1846                                     | 1851                       | Auguste Baudon            |             | Médecin. Père de Théodore Baudon. |
| 1852                                     | 1854                       | M. Demorlaine             |             | |
| 1854                                     | 1860                       | M. Chantepie              |             | |
| 1860                                     | 1871                       | M. Poupet                 |             | |
| février 1885                             |                            | Alphonse Veret-Commois    |             | |
| février 1888                             |                            | Pierre Henry Brispot      |             | |
| septembre 1893                           |                            | Théodore Baudon           | Rad.        | Médecin Député de l'Oise →(1897 → 1910) Conseiller général de Mouy (1883 → 1913)                                                                                                |
| 1937                                     | 1940                       | Lucien Leblond            | SFIO        | Contremaître dans une usine de chaussures puis commerçant Dirigeant de l’union sportive de Mouy des années 1920 à 1958 Mandat écourté par la dissolution du conseil municipal   |
| 1940                                     | 1944                       | Fernand Derobert          |             | Commerçant forain Président de la délégation spéciale puis nommé maire en 1941 par le Gouvernement de Vichy Résistant déporté                                                   |
| 1944                                     | 1947                       | Lucien Leblond            | PCF         | Résistant Commerçant |
| 1947                                     | 1959                       | Fernand Derobert          | SFIO        | Commerçant forain, résistant-déporté |
| Les données manquantes sont à compléter. |                            |                           |             | |
| 1961                                     | mars 1965                  | André Briot               |             | |
| mars 1965                                | mars 1983                  | Guy Comeau-Montasse       | PS          | Médecin Président du District urbain de Mouy |
| mars 1983                                | mars 2008                  | Jean Sylla                | PCF         | Employé de la Sécurité sociale Conseiller général de Mouy (1973 → 2004) Vice-président du conseil général de l'Oise (1982 → 1985) Conseiller régional de Picardie (1979 → 1982) |
| mars 2008                                | juillet 2020               | Anne-Claire Delafontaine, | PS puis DVG | Fonctionnaire Conseillère générale du canton de Mouy (2004 → 2015) Vice-présidente du conseil général de l'Oise (2011 → 2014)                                                   |
| juillet 2020,                            | mars 2025,                 | Philippe Mauger           | PCF         | Mécanicien ajusteur retraité Vice-président de la CC du Clermontois (2020 → ) Démissionnaire                                                                                    |
| mars 2025,                               | En cours (au 23 mars 2025) | Philippe Terrier          | PCF         | Directeur de service jeunesse retraité |

## Équipements et services publics

### Eau et déchets
L'adduction en eau potable est assurée par le SIVOM ABBM qui regroupe également Bury, Angy et Balagny-sur-Thérain et dont l'exploitation est déléguée à Suez. L'eau distribuée dans certaines parties de la ville présente un excès de fer qui la rend parfois non conommable,. Ce syndicat assure également la gestion de l'assainissement collectif.
La collecte des déchets est assurée par la communauté de communes du Clermontois.

## Population et société

### Démographie
Les habitants sont appelés les Mouysards et les Mouysardes.

#### Évolution démographique
L'évolution du nombre d'habitants est connue à travers les recensements de la population effectués dans la commune depuis 1793. Pour les communes de moins de 10 000 habitants, une enquête de recensement portant sur toute la population est réalisée tous les cinq ans, les populations de référence des années intermédiaires étant quant à elles estimées par interpolation ou extrapolation. Pour la commune, le premier recensement exhaustif entrant dans le cadre du nouveau dispositif a été réalisé en 2006.

En 2022, la commune comptait 5 339 habitants, en évolution de +0,34 % par rapport à 2016 (Oise : +0,87 %, France hors Mayotte : +2,11 %).
| 1793  | 1800  | 1806  | 1821  | 1831  | 1836  | 1841  | 1846  | 1851  |
| ----- | ----- | ----- | ----- | ----- | ----- | ----- | ----- | ----- |
| 1 665 | 1 840 | 1 857 | 2 099 | 2 372 | 2 601 | 2 693 | 2 781 | 2 766 |

| 1856  | 1861  | 1866  | 1872  | 1876  | 1881  | 1886  | 1891  | 1896  |
| ----- | ----- | ----- | ----- | ----- | ----- | ----- | ----- | ----- |
| 2 784 | 2 955 | 3 089 | 3 201 | 3 252 | 3 265 | 3 273 | 3 347 | 3 305 |

| 1901  | 1906  | 1911  | 1921  | 1926  | 1931  | 1936  | 1946  | 1954  |
| ----- | ----- | ----- | ----- | ----- | ----- | ----- | ----- | ----- |
| 3 444 | 3 454 | 3 616 | 3 226 | 3 478 | 3 132 | 2 902 | 2 992 | 3 284 |

| 1962  | 1968  | 1975  | 1982  | 1990  | 1999  | 2006  | 2011  | 2016  |
| ----- | ----- | ----- | ----- | ----- | ----- | ----- | ----- | ----- |
| 3 781 | 3 791 | 4 581 | 4 812 | 5 034 | 5 328 | 5 245 | 5 239 | 5 321 |

| 2021  | 2022  | - | - | - | - | - | - | - |
| ----- | ----- | - | - | - | - | - | - | - |
| 5 305 | 5 339 | - | - | - | - | - | - | - |

#### Pyramide des âges
La population de la commune est relativement jeune.
En 2018, le taux de personnes d'un âge inférieur à 30 ans s'élève à 38,5 %, soit au-dessus de la moyenne départementale (37,3 %). À l'inverse, le taux de personnes d'âge supérieur à 60 ans est de 21,6 % la même année, alors qu'il est de 22,8 % au niveau départemental.
En 2018, la commune comptait 2 527 hommes pour 2 728 femmes, soit un taux de 51,91 % de femmes, légèrement supérieur au taux départemental (51,11 %).
Les pyramides des âges de la commune et du département s'établissent comme suit.
| Hommes | Classe d’âge | Femmes |
| ------ | ------------ | ------ |
| 0,3    | 90 ou +      | 1,6    |
| 4,7    | 75-89 ans    | 7,9    |
| 13,8   | 60-74 ans    | 14,5   |
| 20,0   | 45-59 ans    | 17,5   |
| 22,2   | 30-44 ans    | 20,4   |
| 18,9   | 15-29 ans    | 18,9   |
| 20,1   | 0-14 ans     | 19,1   |

| Hommes | Classe d’âge | Femmes |
| ------ | ------------ | ------ |
| 0,5    | 90 ou +      | 1,4    |
| 5,5    | 75-89 ans    | 7,6    |
| 15,6   | 60-74 ans    | 16,3   |
| 20,8   | 45-59 ans    | 20     |
| 19,4   | 30-44 ans    | 19,4   |
| 17,6   | 15-29 ans    | 16,2   |
| 20,6   | 0-14 ans     | 19,1   |

### Sports et loisirs
- Football : Le club de l'US Mouy Football Fondée en 1912 fête son centenaire en 2012, chose rare de nos jours, avec un nombre avoisinant les 175 licenciés, partenaire du téléthon, le club de football est un acteur majeur de l'insertion sportive dans tout le canton de Mouy.
- Cyclisme : le VTT ROUTE Club de Mouy a été fondé en 1995 par deux habitants de la commune passionnés de VTT, Jean-Louis Alonzo et Michel Gaudfroy. Quelques années plus tard, face au nombre d'adhésion grandissant, une section cyclisme sur route a été créée. Le club organise tous les ans fin septembre la Mouysarde.
- Tennis : Le TC Mouy a été fondé en 1969 par Gérard Vercoustre. Il est un des quatre seuls clubs isariens a posséder des véritables terres battues extérieures (2). Le club compte également une terre battue synthétique en salle et deux quicks extérieurs, rénovés en 2013.

## Économie
En 2018, la municipalité souhaite relancer le marché hebdomadaire du samedi matin, qui s’est considérablement réduit au fil des années.

## Culture locale et patrimoine

### Lieux et monuments
- L'église Saint-Léger  Classée MH (1936)[58] : Ce bâtiment de style gothique a été construit à partir de 1160/1175 et a connu plusieurs phases d'édification à travers les siècles. 
Ses dimensions (longue de 45 mètres, large de 27 mètres au transept et de 19 mètres à la nef) laissent supposer que la population du XII-XIIIe siècles était déjà conséquente. Le chœur de l'église, de forme polygonale, fut la première partie bâtie dans la deuxième partie du XIIe siècle. Puis, fin XIIe-début XIIIe, le transept fut adjoint au chœur. La nef vint compléter l'édifice durant le XIIIe siècle. Mais les architectes, voulant réaliser le plus grand édifice gothique du moment, furent trop ambitieux et les voûtes du chœur s'écroulèrent en 1284. 
La sacristie ne fut construite qu'à la fin du XVIe-début du XVIIe siècle. Le clocher date de 1757 et remplace une flèche de pierre fine et élancée  emportée par un ouragan en 1450 et au XVIIIe siècle. 
La rénovation de l'égliese s'engage en 2019[59].

- La Maison Bordez-Greber  Inscrite MH (1990, façades et toitures du pavillon Bordez-Greber ; la cheminée au premier étage)[60], construit au début du début du XXe siècle par l'architecte Fidélie Bordez et le céramiste Charles Gréber, et comprenant des éléments influencés par l'Art nouveau avec ses bow-windows, ses décors exubérants ou ses fenêtres aux formes arrondies, ainsi que par l'art des villégiatures balnéaires comme ses pans de bois et  ses toitures débordantes sur consoles,

- Le château, place du Dr Avinin, constitué d’une partie médiévale et d’une partie Renaissance, propriété privée qui est le siège d'une entreprise de logiciels destinés à l'immobilier[61],[29].

- Maison Rabourdin, l’angle de la rue Léon-Bohard et de l’allée Markam, maison patronale de style Napoléon III abandonnée située au cœur d’une friche industrielle destinée à accueillir une centaine de logements[62],[61].

- L'ancien théâtre à l'italienne de Mouy, rue Cassini, construit en 1896, utilisé dans les années 1950 comme cinéma puis dans les années 1990 et 2000 comme piano-bar . Il est en cours de rénovation par son propriétaire privé[63],[64].

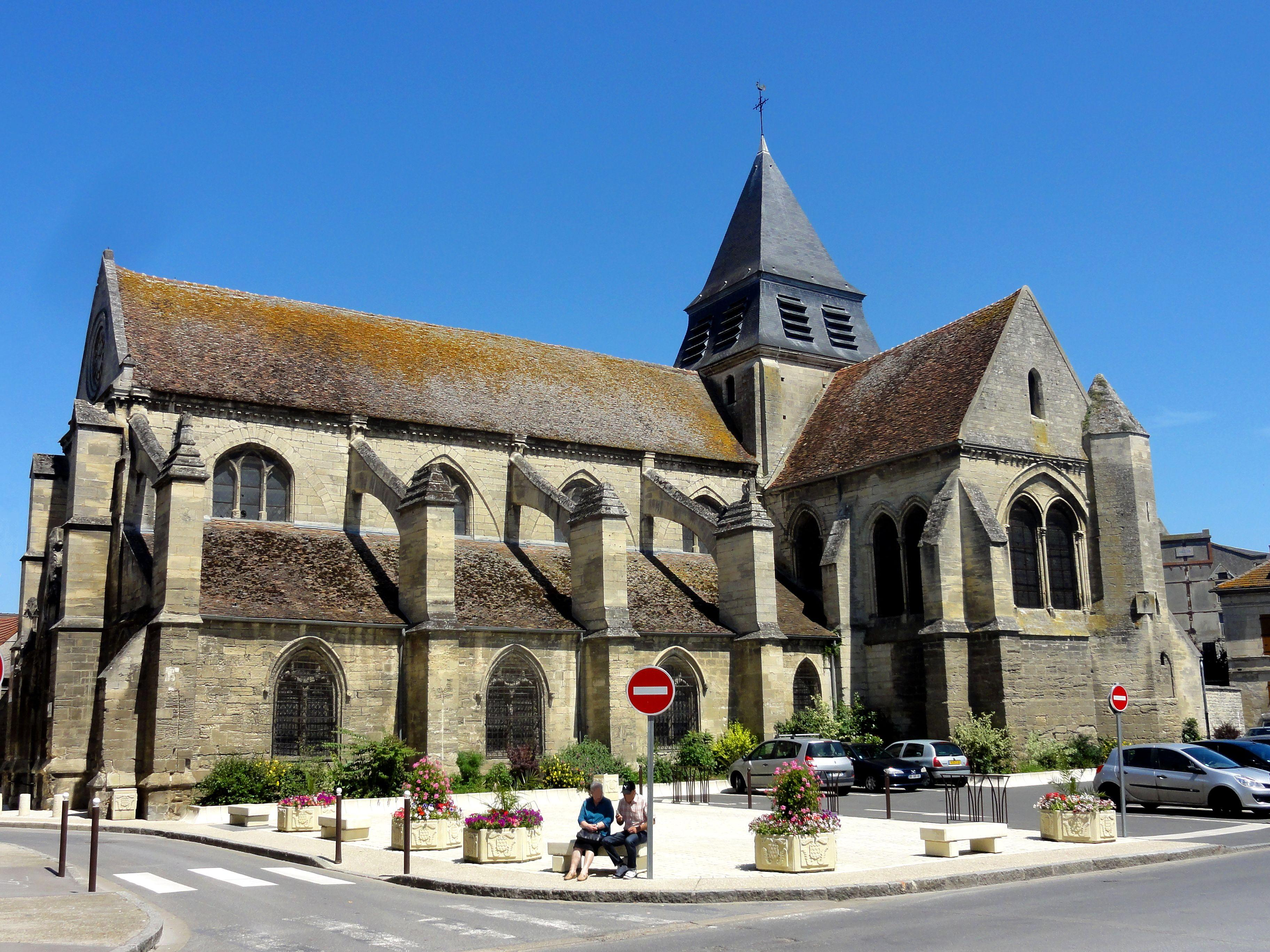
L'église Saint-Léger.
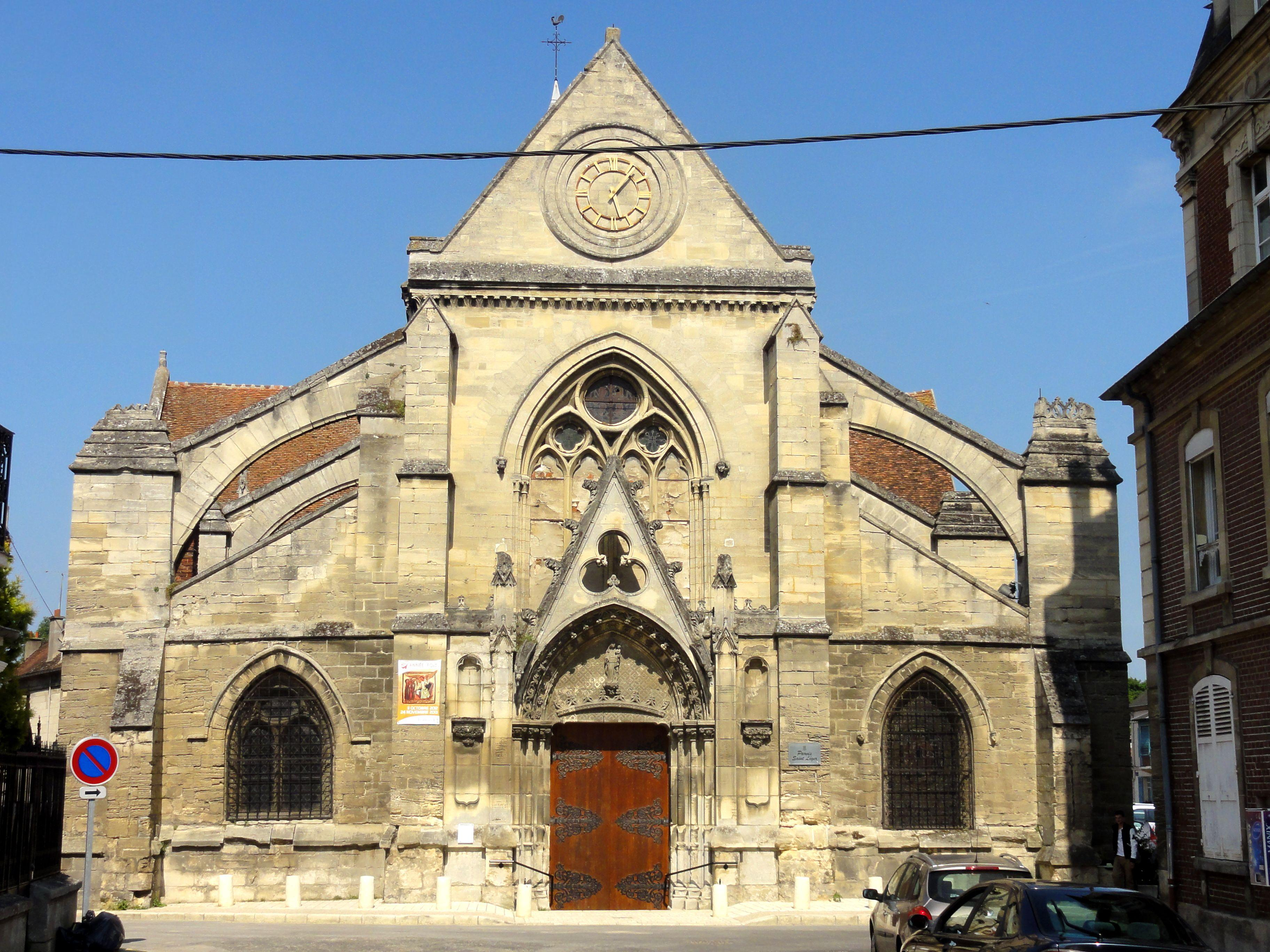
La façade occidentale de l'église Saint-Léger.
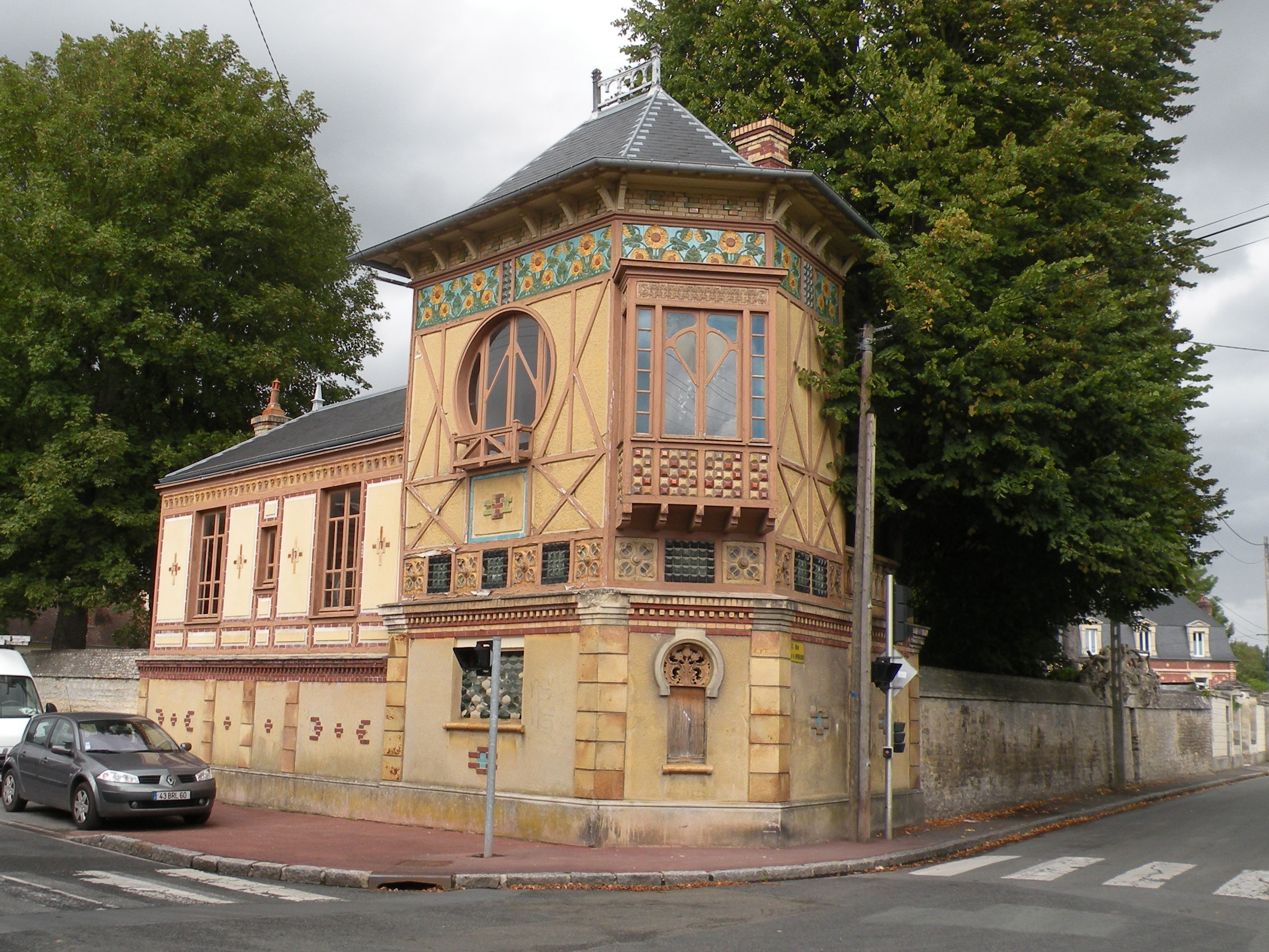
La maison Bordez-Greber.

### Personnalités liées à la commune

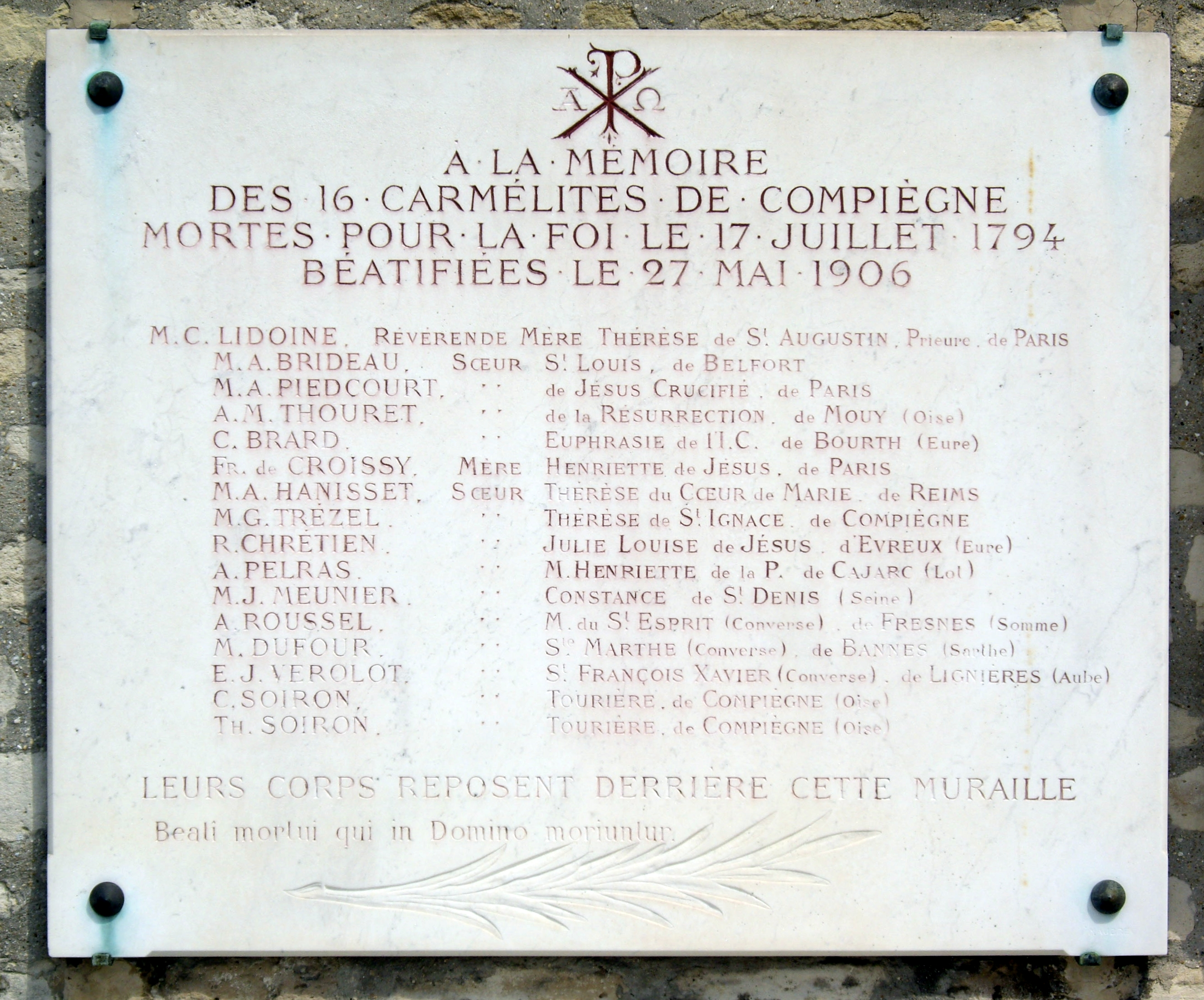
Plaque commémorative du cimetière de Picpus

- Jean de Mouy, seigneur de la Meilleraye, vice-amiral de France, lieutenant général en Normandie, chevalier de l'ordre du Saint-Esprit[65] ;
- Anne Marie Madeleine Françoise Thouret (sœur Charlotte de la Résurrection) y est née le 16 septembre 1715, carmélite à Compiègne, guillotinée le 29 messidor an II (17 juillet 1794) à Paris. Béatifiée.
- Louis Isoré, caricaturiste, né en 1842 à Mouy ;
- Théodore Baudon, homme politique français, né en 1848 à Mouy ;
- Marc Tiffeneau, chimiste, pharmacologiste et médecin français, né à Mouy en 1873 ;
- Grégory Thil, footballeur français né en 1980, formé à Balagny puis Mouy.

### Le Vertigo de Des Moulins

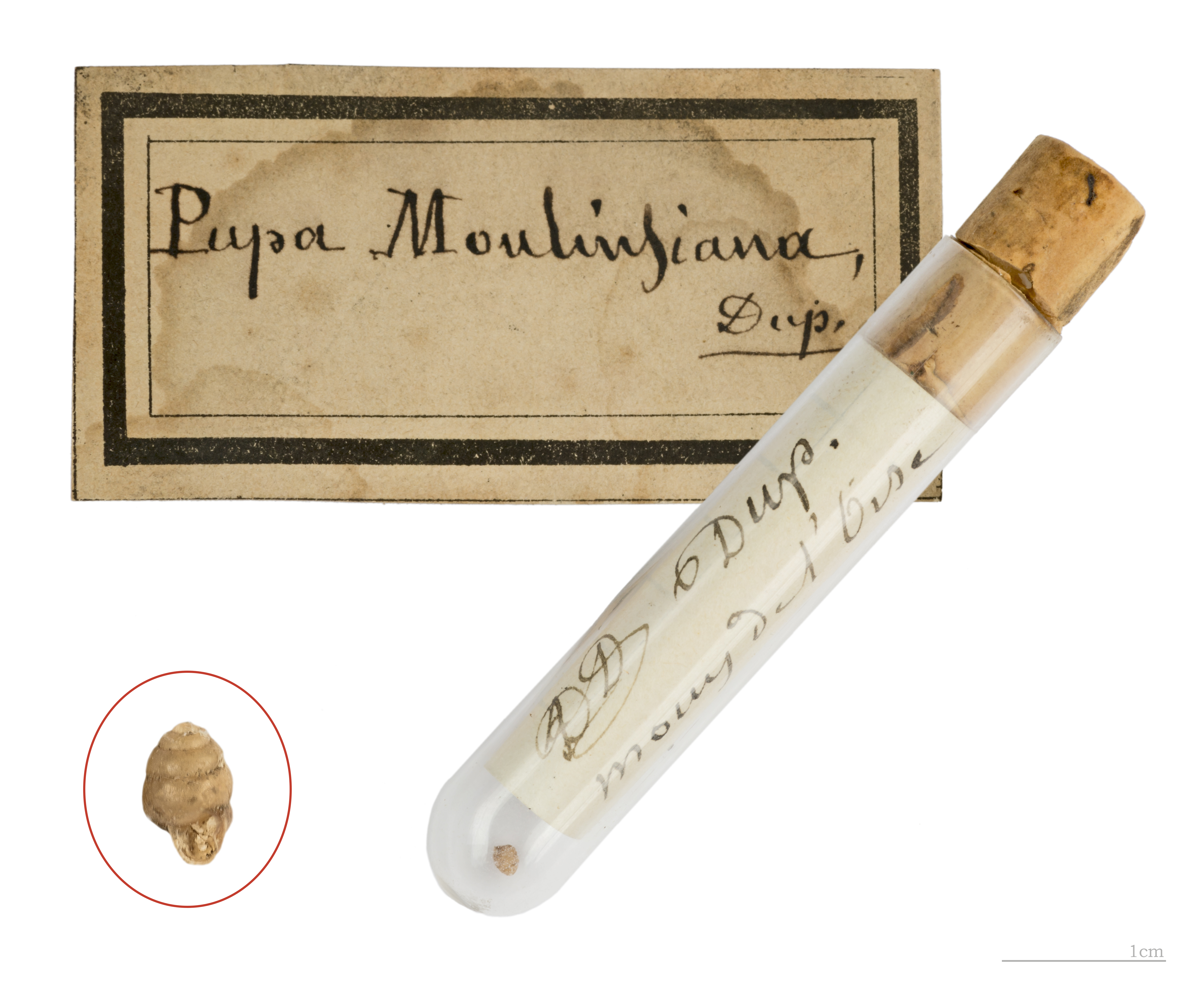
Holotype de Vertigo de Des Moulins Muséum de Toulouse.

En 1849 le malacologue français Dominique Dupuy a décrit l'espèce Vertigo moulinsiana, dont la localité type est officiellement la commune de Mouy.[réf. nécessaire]

### Héraldique
| Blason de Mouy | Blason  | D’azur à la roue d’engrenage d’or, chargée d’un fuseau et d’une navette d’argent passés en sautoir, eux-mêmes surchargés d’un rencontre de bélier du même. Devise / CriLe travail ennoblit l’homme |
| Blason de Mouy | Détails | Le statut officiel du blason reste à déterminer. |
| Blason de Mouy | Alias   | D'or à un sautoir de gueules, cantonné de 4 merlettes du même. |

## Pour approfondir